# Nicholas Lanier

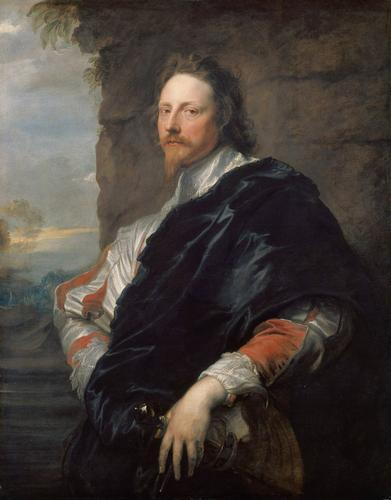
Nicholas Lanier, ritratto di van Dyck, 1632 (Kunsthistorisches Museum)

Nicholas Lanier alcune volte citato anche come Laniere, (Greenwich, 10 settembre 1588 – Greenwich, 24 febbraio 1666) è stato un cantore, liutista, compositore e pittore inglese.

## Biografia
Figlio di John Lanier, a sua volta figlio di Nicholas Lanier il vecchio, venne battezzato a Greenwich il 10 settembre 1588. Ricevette la prima istruzione musicale da suo padre che suonava il sackbut. Nel 1613 compose una masque, in occasione del matrimonio del Conte di Somerset, assieme a Giovanni Coperario e altri artisti. Scrisse musiche anche per Ben Jonson (The Masque of Augurs e Lovers Made Men).
Negli anni 1610, Lanier entrò a far parte dell'orchestra dei liutisti del re. Egli cantava anche ed era un violista da gamba.
Dal 1625 fece una serie di viaggi in Italia per acquistare quadri per conto di re Carlo I, compresa parte della collezione dei duchi di Mantova. Nel corso di questi viaggi ebbe modo di ascoltare la nuova musica italiana scritta da compositori come Claudio Monteverdi. Ciò lo portò ad essere uno dei primi compositori inglesi ad introdurre la monodia ed il recitativo in Inghilterra.
Nel 1626, Lanier divenne il primo musicista a detenere il titolo di Master of the King's Musick. Nel corso del Commonwealth of England egli visse nei Paesi Bassi ma tornò ad assumere i vecchi incarichi nel 1660.
Esiste un solo dipinto che può essere attribuito certamente a Lanier, un autoritratto custodito alla Oxford University.
Lanier morì nel 1666 a Greenwich. Uno dei diretti discendenti della sua famiglia è stato Tennessee Williams.